# Dario Khan
Dario Khan (Maputo, 24 de janeiro de 1984) é um futebolista profissional moçambicano que atua como defensor.

## Carreira
Dario Khan integrou a Seleção Moçambicana de Futebol no Campeonato Africano das Nações de 2010.